# Astronomia ameríndia
A expressão astronomia ameríndia refere-se aos conhecimentos de astronomia que foram desenvolvidos pelos povos ameríndios de forma autônoma, isto é, sem a influência do conhecimento astronômico de outros continentes.

## Astronomia inca
Os povos que compunham o antigo Império Inca acreditavam que o deus criador Viracocha havia criado o sol, a lua e as estrelas (estas últimas teriam sido recolhidas do lago Titicaca e atiradas para o céu). As constelações eram consideradas como deuses e nomeadas, muitas vezes, segundo animais que seu formato parecia sugerir, como a constelação de Yacana (relacionada à lhama). Já a constelação de Orqo Cilay protegia os rebanhos imperiais de lhamas. O planeta Vênus era chamado de Chaska Qoylor ("Estrela Cabeluda") e considerada uma criada do sol. Era, também, a protetora das princesas e das jovens. As Plêiades eram chamadas de Collca ("Celeiro") e eram relacionadas à fertilidade. Os incas contemplavam, todos os anos, o ocaso das Plêiades por volta de 15 de abril.

## Astronomia maia
Os maias possuíam um calendário muito apurado. Também previam, com grande exatidão, os movimentos do sol, da lua e de vênus.

## Astronomia ticuna
Os ticunas expressam seus conhecimentos astronômicos em artefatos e mitos. Esses conhecimentos lhes possibilitam prever o comportamento da natureza (época de seca, época de chuva, períodos de desova de animais, safras), o que lhes ajuda em suas atividades cotidianas de caça, pesca, coleta e agricultura. Os ticunas também utilizam os fenômenos celestes para ilustrar conceitos morais (como a proibição do incesto, que é relacionado às manchas escuras da lua).

## Astronomia tupi-guarani
Os povos da família linguística tupi-guarani desenvolveram um sofisticado conhecimento astronômico. Eles foram capazes de estabelecer uma relação de causa e efeito entre a lua e as marés antes que os europeus notassem o fenômeno. Isso porque o fenômeno é mais intenso nos trópicos do que na região temperada onde fica a Europa.
Os povos tupis-guaranis dividiam o ano em duas estações: uma estação quente (no caso do sul do Brasil) ou chuvosa (no caso do norte do Brasil) e uma estação fria (no caso do sul do Brasil) ou seca (no caso do norte do Brasil). O início da estação fria/seca era assinalado no céu pelo aparecimento da constelação tupi-guarani da Ema na segunda quinzena de junho. Essa estação era  chamada de "estação velha" (em guarani, ara ymã. Em tupi antigo,  'arumûana). Já o início da estação quente/úmida na segunda quinzena de dezembro era assinalado no céu pelo surgimento da constelação tupi-guarani do Homem Velho. Essa estação era chamada de "tempo novo" (em guarani, ara pyau. Em tupi antigo, 'arypysasu).
Os indígenas tupis-guaranis utilizavam e utilizam o calendário celeste para: determinar o tempo de colheita e de pesca; a contagem de dias, meses e anos; determinar a época de rituais religiosos; e para ilustrar mitos e normas morais.
Para os tupis-guaranis, os eclipses eram causados por uma onça-pintada que tentava devorar os irmãos sol e lua: por esse motivo, os índios faziam todo o barulho que podiam durante os eclipses, para "afugentar" a onça.
Os indígenas ainda explicavam as crateras lunares como um incesto que a lua (um indivíduo masculino, segundo eles) teria tentado praticar contra sua tia. Durante o incesto, a tia teria manchado o rosto da lua com resina para poder, posteriormente, identificar o agressor. Essa manchas de resina no rosto da lua seriam as crateras lunares. Com isso, os índios tupis-guaranis ensinavam que o incesto era proibido.
Segundo os tupis-guaranis, o planeta Vênus, o objeto mais brilhante no céu depois do sol e da lua, era a "esposa da lua", que só fica perto da lua enquanto esta está jovem, mas que se afasta dela à medida em que a lua cresce e se torna lua cheia.
A Via-láctea era chamada pelos tupis-guaranis de "Caminho da Anta" (em tupi antigo, tapi'irapé).

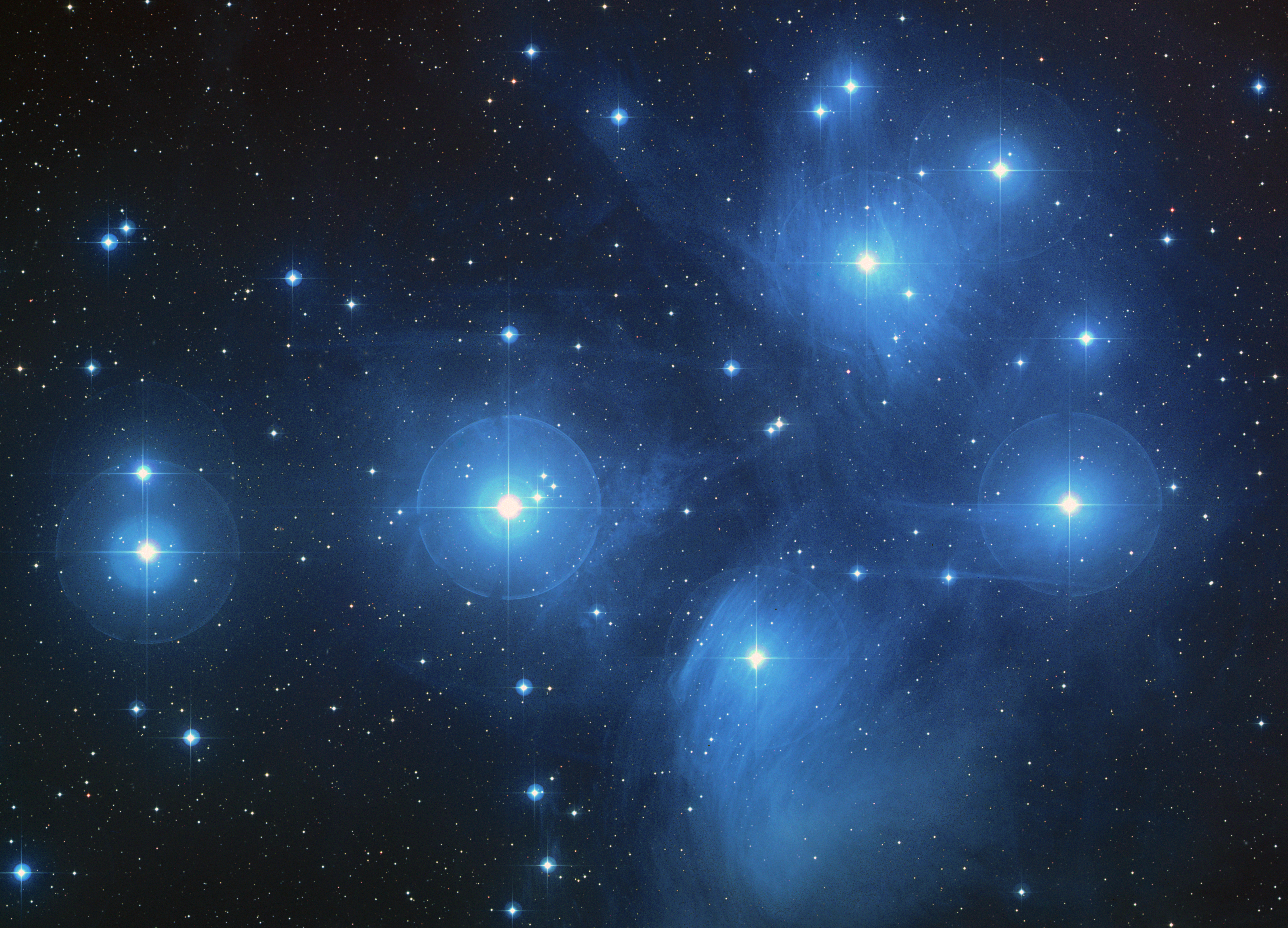
A constelação das Plêiades (seîxu, em tupi antigo)

Os tupinambás relacionavam o surgimento da constelação das Plêiades em meados de janeiro com a chegada das chuvas.
Para determinar o meio-dia solar, as estações do ano e os pontos cardeais, os tupis-guaranis utilizam um relógio solar vertical.